# Bolbbalgan4
Bolbbalgan4 (кор. 볼빨간 사춘기; стилизуется как BOL4; Польппальган сачхунги, также известны как Red Cheek Puberty, Румяные подростки) — южнокорейский дуэт, образованный Ан Чжи Ён и У Чжи Юн в 2016 году. 2 апреля 2020 года Shofar Music объявил, что У Чжиюн покидает BOL4 и само агентство. С этого времени Ан Чжиён будет продвигаться под названием BOL4, в качестве сольного исполнителя.
Они дебютировали 22 апреля 2016 года с синглом «День, когда мы поругались» (싸운날) из мини-альбома Red Ickle.
Огромную любовь южнокорейских слушателей "Румяные подростки" получили благодаря песням «Я подарю тебе космос» (우주를 줄게) и «Роман не получается только у меня» (나만 안되는 연애) из первого официального альбома Red Planet, представленного в августе 2016 года.
В 2016 году они стали обладателями музыкальной премии Melon Music Awards как лучший инди-исполнитель. В 2017 году завоевали награду «Золотой диск» как лучший исполнитель с цифровым альбомом.

## Формирование
Впервые имя этого музыкального коллектива стало известно многим корейцам в 2014 году, когда он принял участие в 6-м сезоне музыкального телеконкурса Superstar K телеканала Mnet. Тогда в нём выступали четыре участницы, но впоследствии коллектив "Румяные подростки" официально дебютировал в составе двух исполнительниц: Ан Чжи Ён и У Чжи Юн.
Чиён и Чиюн родились в городе Ёнджу, провинции Кёнсан-Пукто, и учились в одном классе. С молодости, они мечтали стать певицами. Название их дуэта было выбрано потому, что девушки хотели создать чистую, честную музыку, которая может быть найдена только в подростковом возрасте. Чиюн изображает часть названия "Застенчивость" (볼빨간 польппальган, досл. "красные щёки"), потому что она часто застенчива, в то время как Чиён изображает "Юность" (사춘기 сачхунги), потому что она действует как девушка-подросток.
Изменение состава произошло 2 апреля 2020 года. Из группы ушла У Чжи Юн. Как заявило её агентство, по причине неуверенности за своё будущее в Bolbbalgan4. Хотя нетизены (пользователи интернета) считают, что стафф (помощники участниц) плохо относились к У Чжи Юн, но это лишь предположения. Под именем BOL4 продолжит продвигаться одна ЧжиЁн, без набора новых участников.

Заявление агентства по этому поводу:
Здравствуйте, это Shofar Music.
Во-первых, мы хотели бы поблагодарить фанатов за ту поддержку и любовь, что получали BOL4.
Мы хотели бы дать официальное заявление об изменениях в составе нашего артиста.
Участница У Чжи Юн выразила намерение завершить свою деятельность в составе дуэта из-за опасений насчет её будущих начинаний.
Мы провели много времени, тщательно обдумывая это с обеими участницами.
Участницы общались в течение длительного времени и смогли прийти к пониманию друг друга.
Shofar Music также будут уважать её выбор.
BOL4 продолжит работу с одной участницей - Ан Чжи Ен без набора новых участников.
После долгих обсуждений, У Чжи Юн приняла решение закончить свою карьеру в качестве участницы BOL4.
Хотя вызывает сожаление, что она не может остаться с BOL4, мы приняли это решение из уважения и поддержки ее собственного мнения.
Ан Чжи Ен и У Чжи Юн завершат свое время в качестве членов группы, но останутся коллегами и друзьями, которые будут поддерживать друг друга в будущем.
На данный момент BOL4 работает над новым альбомом, релиз которого планируется в мае.
Пожалуйста, продолжайте поддерживать Ан Чжи Ен, которая продолжит свою карьеру в качестве участницы BOL4.
В свою очередь, Shofar Music продолжит поддерживать светлое будущее этих двух артистов.

Спасибо.

## Участники
- Ан Чжи Ён (кор. 안지영), родилась 14 сентября 1995 г. — главная вокалистка дуэта.[11]
- У Чжи Юн (кор. 우지윤), родилась 6 января 1996 г. — гитарист и бас-гитарист, рэпер и дублирующий вокалист дуэта (2 апреля вышла информация о том, что Чжиюн покидает дуэт BOL4).[12][13]

## Дискография

### Студийные альбомы
| Название   | Детали альбома | Позиции в чартах | Продажи        |
| Название   | Детали альбома | KOR              | Продажи        |
| ---------- | --- | ---------------- | -------------- |
| Red Planet | - Дата выпуска: 29 августа 2016 г. - Лейбл: Shofar Music, NHN Bugs - Формат: CD, цифровое скачивание Список песен 1. «Galaxy» (우주를 줄게, Подарю тебе космос) 2. «Fight Day» (싸운날, День, когда мы поругались) 3. «You (=I)» 4. «Grumpy» (심술 Сварливость) 5. «Hard To Love» (나만 안되는 연애, Роман не получается только у меня) 6. «Chocolate» (초콜릿, Шоколад) 7. «Freesia» (프리지아) 8. «X Song» 9. «Ring» (반지, Кольцо) 10. «When You Fall In Love» (사랑에 빠졌을 때) | 15               | - KOR: 25 646+ |

### Мини-альбомы
| Название         | Детали альбома | Позиции в чартах | Продажи       |
| Название         | Детали альбома | KOR              | Продажи       |
| ---------------- | --- | ---------------- | ------------- |
| Red Ickle        | - Дата выпуска: 22 апреля 2016 г. - Лейбл: Shofar Music, NHN Bugs - Формат: CD, цифровое скачивание Список песен 1. «Chocolate» (초콜릿, Шоколад) 2. «Fight Day» (싸운날, День, когда мы поругались) 3. «Ring» (반지, Кольцо) 4. «Grumpy» (심술, Сварливость) 5. «Occasionally» (가끔씩)                               | 30               | - KOR: 659+   |
| Red Diary Page.1 | - Дата выпуска: 28 сентября 2017 г. - Лейбл: Shofar Music, LOEN Entertainment - Формат: CD, цифровое скачивание Список песен 1. «Some» (썸탈꺼야, Хочу строить отношения) 2. «Blue» (Синий) 3. «Fix Me» (고쳐주세요) 4. «Imagine» (상상, Воображение) 5. «To My Youth» (나의 사춘기에게, Моему подростковому возрасту) | 7                | - KOR: 13 277 |

### Синглы
| Название                                                             | Год  | Позиция в чартах | Продажи    | Альбом            |
| Название                                                             | Год  | KOR              | Продажи    | Альбом            |
| -------------------------------------------------------------------- | ---- | ---------------- | ---------- | ----------------- |
| «Fight Day» (싸운날, День, когда мы поругались)                      | 2016 | —                | 16 260+    | Red Ickle         |
| «Galaxy» (우주를 줄게, Подарю тебе космос)                           | 2016 | 2                | 2 716 160+ | Red Planet        |
| «Hard To Love» (나만 안되는 연애, Роман не получается только у меня) | 2016 | 12               | 2 234 278+ | Red Planet        |
| «Tell Me You Love Me» (좋다고 말해)                                  | 2016 | 2                | 2 148 890+ | сингл без альбома |
| «Some» (썸 탈꺼야, Хочу строить отношения)                           | 2017 | 1                | 1 122 548+ | Red Diary Page.1  |
| «To My Youth» (나의 사춘기에게, Моему подростковому возрасту)        | 2017 | 3                | 884 853+   | Red Diary Page.1  |

### Другие песни
| Название                                   | Год  | Позиция в чартах | Продажи           | Альбом           |
| Название                                   | Год  | KOR              | Продажи           | Альбом           |
| ------------------------------------------ | ---- | ---------------- | ----------------- | ---------------- |
| «Grumpy» (심술)                            | 2016 | 38               | - KOR: 1 052 943+ | Red Ickle        |
| «You(=I)»                                  | 2016 | 40               | - KOR: 1 371 749+ | Red Planet       |
| «When You Fall in Love» (사랑에 빠졌을 때) | 2016 | 78               | - KOR: 66 307+    | Red Planet       |
| «Grumpy» (심술, Сварливость)               | 2016 | 83               | - KOR: 69 098+    | Red Planet       |
| «X Song»                                   | 2016 | —                | - KOR: 21 678+    | Red Planet       |
| «Freesia» (프리지아)                       | 2016 | —                | - KOR: 17 003+    | Red Planet       |
| «Blue» (Синий)                             | 2017 | 5                | - KOR: 757 087+   | Red Diary Page.1 |
| «Fix Me» (고쳐주세요)                      | 2017 | 11               | - KOR: 467 335+   | Red Diary Page.1 |
| «Imagine» (상상, Воображение)              | 2017 | 12               | - KOR: 399 631+   | Red Diary Page.1 |

### Сотрудничество
| Название | Год  | Позиция в чартах | Продажи           | Альбом             |
| Название | Год  | KOR              | Продажи           | Альбом             |
| --- | ---- | ---------------- | ----------------- | ------------------ |
| «Romantic Wish» (с Sweden Laundry, Vanilla Acoustic, Ким Чжи Су, Ким Са Ран, 20 Years Of Age и Letter Flow) | 2016 | —                | н/д               | Синглы без альбома |
| «We Loved» (남이 될 수 있을까) (с 20 Years of Age)                                                          | 2017 | 1                | - KOR: 1 491 990+ | Синглы без альбома |
| «First Love» (#첫사랑) (с Dingo)                                                                            | 2018 | 2                | н/д               | Синглы без альбома |

### Совместно с другими исполнителями
| Название                                                                | Год  | Позиция в чартах | Продажи           | Альбом                  |
| Название                                                                | Год  | KOR              | Продажи           | Альбом                  |
| ----------------------------------------------------------------------- | ---- | ---------------- | ----------------- | ----------------------- |
| «Lost Without You» (우리집을 못 찾겠군요) Mad Clown (feat. Bolbbalgan4) | 2017 | 5                | - KOR: 1 012 764+ | Love Is a Dog from Hell |
| «Mohae» (모해) Сан И (feat. Bolbbalgan4)                                | 2017 | 5                | - KOR: 260 140+   | Синглы без альбома      |

### Саундтреки
| Год  | Название                                                                   | Дорама                                       |
| ---- | -------------------------------------------------------------------------- | -------------------------------------------- |
| 2014 | «Hidden Path» (가리워진 길)                                                | Мисэн: Неудавшаяся жизнь (미생)              |
| 2016 | «Dream» (드림)                                                             | Хваран (화랑)                                |
| 2017 | «You and Me From the Beginning» (처음부터 너와 나, С самого начала ты и я) | Правитель: Хозяин маски (군주 - 가면의 주인) |

## Фильмография

### Развлекательные шоу
| Год  | Название                  | Канал      | Эпизод         |
| ---- | ------------------------- | ---------- | -------------- |
| 2014 | Superstar K6              | Mnet       |                |
| 2016 | You Hee-yeol's Sketchbook | KBS        | Эпизод № 334   |
| 2017 | You Hee-yeol's Sketchbook | KBS        | Эпизод № 348   |
| 2017 | Weekly Idol               | MBC Every1 | Эпизод № 290   |
| 2017 | My Little Television      | MBC        | Эпизод № 84-85 |
| 2019 | IDOL ROOM                 | JTBC       | Эпизод № 45    |

## Музыкальные видео
| Год  | Название                                                             | Создатель                           |
| ---- | -------------------------------------------------------------------- | ----------------------------------- |
| 2016 | «Fight Day» (싸운날 День, когда мы поругались) муз. видео            | BTS Film, Zanybros, Sidekicks, VFAR |
| 2016 | «Galaxy» (우주를 줄게, Подарю тебе космос) муз. видео                | BTS Film, Zanybros, Sidekicks, VFAR |
| 2016 | «Hard To Love» (나만 안되는 연애, Роман не получается только у меня) | BTS Film, Zanybros, Sidekicks, VFAR |
| 2016 | «Tell Me You Love Me» (좋다고 말해) муз. видео                       | VFAR                                |
| 2017 | «We Loved» (남이 될 수 있을까) муз. видео                            | BTS Film                            |
| 2017 | «Imagine» (상상, Воображение)                                        | Неизвестно                          |
| 2017 | «Blue» (Синий) муз. видео                                            | Неизвестно                          |
| 2017 | «Some» (썸탈꺼야, Хочу строить отношения) муз. видео                 | Неизвестно                          |
| 2017 | «Fix Me» (고쳐주세요)                                                | Неизвестно                          |

### Участие в клипах
| Год  | Название                   | Артист              | Участник |
| ---- | -------------------------- | ------------------- | -------- |
| 2017 | «Dream All Day» муз. видео | Ким Чжи Су (김지수) | Чиён     |

## Награды и номинации

### Asia Artists Awards
| Год  | Категория                                  | Номинированная работа | Результат |
| ---- | ------------------------------------------ | --------------------- | --------- |
| 2017 | Лучший эстрадный артист (Категория Музыка) | Bolbbalgan4           | Победа    |

### Korean Music Awards
| Год  | Категория         | Получатель                                 | Результат | Ссылка |
| ---- | ----------------- | ------------------------------------------ | --------- | ------ |
| 2017 | Новый артист года | Bolbbalgan4                                | Номинация | [ 32 ] |
| 2017 | Песня года        | «Galaxy» (우주를 줄게, Подарю тебе космос) | Победа    | [ 33 ] |
| 2017 | Лучшая поп-песня  | «Galaxy» (우주를 줄게, Подарю тебе космос) | Номинация | [ 32 ] |

### Golden Disk Awards
| Год  | Категория                              | Номинированная работа               | Результат | Ссылка |
| ---- | -------------------------------------- | ----------------------------------- | --------- | ------ |
| 2017 | Новый артист года                      | Bolbbalgan4                         | Победа    | [ 34 ] |
| 2017 | Награда за популярность                | Bolbbalgan4                         | Номинация |        |
| 2017 | Награда за популярность по выбору Азии | Bolbbalgan4                         | Номинация |        |
| 2018 | Цифровой Тэсан                         | «Tell Me You Love Me» (좋다고 말해) | Номинация |        |
| 2018 | Цифровой Понсан                        | «Tell Me You Love Me» (좋다고 말해) | Победа    | [ 35 ] |
| 2018 | Награда за мировую популярность        | Bolbbalgan4                         | Номинация |        |

### Gaon Chart Music Awards
| Год  | Категория             | Номинированная работа                              | Результат | Ссылка |
| ---- | --------------------- | -------------------------------------------------- | --------- | ------ |
| 2017 | Песня года – Декабрь  | «Tell Me You Love Me» (좋다고 말해)                | Номинация |        |
| 2017 | Инди-открытие года    | Bolbbalgan4                                        | Победа    | [ 36 ] |
| 2018 | Песня года – Июнь     | «We Loved» (남이 될 수 있을까) (с 20 Years of Age) | Номинация |        |
| 2018 | Песня года – Сентябрь | «Some» (썸탈꺼야)                                  | Номинация |        |

### Melon Music Awards
| Год  | Категория                | Номинированная работа                                                   | Результат | Ссылка |
| ---- | ------------------------ | ----------------------------------------------------------------------- | --------- | ------ |
| 2016 | Лучший новый исполнитель | Bolbbalgan4                                                             | Номинация |        |
| 2016 | Лучший инди-исполнитель  | «Galaxy» (우주를 줄게, Подарю тебе космос)                              | Победа    | [ 37 ] |
| 2017 | Песня года               | «Tell Me You Love Me» (좋다고 말해)                                     | Номинация |        |
| 2017 | Альбом года              | Red Diary Page. 1                                                       | Номинация |        |
| 2017 | Артист года              | Bolbbalgan4                                                             | Номинация |        |
| 2017 | Топ 10 артистов          | Bolbbalgan4                                                             | Победа    | [ 38 ] |
| 2017 | Kakao Hot Star Award     | Bolbbalgan4                                                             | Номинация |        |
| 2017 | Лучший Рэп / Хип-хоп     | «Lost Without You» (우리집을 못 찾겠군요) Mad Clown (feat. Bolbbalgan4) | Номинация |        |
| 2017 | Лучший саундтрек         | «You and I From the Beginning» (처음부터 너와 나)                       | Номинация |        |

### Mnet Asian Music Awards
| Год  | Категория                            | Номинированная работа                             | Результат | Ссылка |
| ---- | ------------------------------------ | ------------------------------------------------- | --------- | ------ |
| 2016 | Артист года                          | Bolbbalgan4                                       | Номинация |        |
| 2016 | Лучший новый артист, Женщина         | Bolbbalgan4                                       | Номинация |        |
| 2017 | Артист года                          | Bolbbalgan4                                       | Номинация |        |
| 2017 | Лучшее вокальное исполнение – Группа | «Tell Me You Love Me» (좋다고 말해)               | Победа    | [ 39 ] |
| 2017 | Лучший саундтрек                     | «You and I From the Beginning» (처음부터 너와 나) | Номинация |        |

### Seoul Music Awards
| Год  | Категория                 | Номинированная работа | Результат | Ссылка |
| ---- | ------------------------- | --------------------- | --------- | ------ |
| 2018 | Награда Тэсан             | Bolbbalgan4           | Номинация |        |
| 2018 | Награда Понсан            | Bolbbalgan4           | Победа    | [ 40 ] |
| 2018 | Награда за популярность   | Bolbbalgan4           | Номинация |        |
| 2018 | Специальная награда Халлю | Bolbbalgan4           | Номинация |        |